# دلتا القابضة (المغرب)
دلتا القابضة هي شركة إستثمار مغربية أدرجت في بورصة الدار البيضاء، كعضو مؤشر مادكس ،
 تأسست شركة دلتا القابضة في عام 1974 من قبل مؤسسها الحاج فهيم، الذي ٱعتمد شراء حصص في شركات البناء والعلامات الطرقية